# Абстракція актуальної нескінченності
Абстра́кція актуа́льної нескінче́нності (англ. abstraction of actual infinity) — одна з основних абстракцій математики і логіки. 
Полягає у відверненні від незавершеності (і незавершимості) процесу побудови нескінченної множини. 
Абстракція актуальної нескінченності дозволяє представляти нескінченні множини, наприклад, нескінченні числові множини (натуральних, цілих, дійсних і т. п. чисел) як побудовані (існуючі) об'єкти, незалежно від процесу утворення всіх їх елементів. При цьому може існувати спосіб побудови довільного елементу такої множини, але свідомо не існує способу побудови нескінченної множини як даного відразу всіма своїми елементами. Перетворюючи нескінченні множини на допустимі, існуючі (існує вважається будь-який об'єкт, визначення якого не приводить до логічних суперечностей) об'єкти, абстракції актуальної нескінченності відкриває тим самим шлях до такого вивчення їх, в якому використовуються засоби логіки (зокрема, виключеного третього закон), відпрацьовані на скінченних множинах. 
Абстракція актуальної нескінченності складає ідейну основу множин теорії і заснованої на ній математики, т. з. класичної математики, і класичної логіки.
Абстракція актуальної нескінченності відкидається проте прихильниками інтуїціонізму і представниками конструктивного напряму в математиці і логіці. Для конструктивістів неприйнятний неконструктивний характер об'єктів, що вводяться за допомогою абстракції актуальної нескінченності, і вони розвивають таку побудову математики і логіки, яка не використовує абстракцію актуальної нескінченності.